# Banja Luka

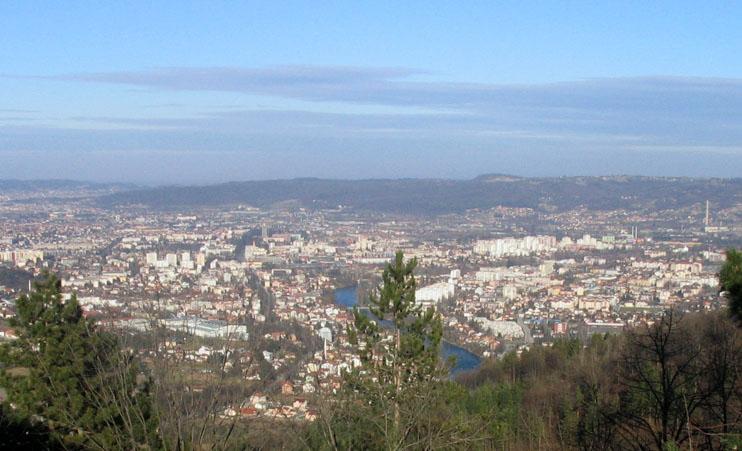
Panoramablick auf Banja Luka

Banja Lukaⓘ (serbisch-kyrillisch Бања Лука, Luka) ist eine Großstadt im Norden von Bosnien und Herzegowina und Regierungssitz der Republika Srpska. Die Stadt ist Sitz eines serbisch-orthodoxen und römisch-katholischen Bistums sowie der Universität Banja Luka. Mit etwa 185.000 Einwohnern (Volkszählung 2013) ist Banja Luka die bevölkerungsreichste Gemeinde in Bosnien und Herzegowina und dessen zweitgrößte Stadt.

## Geographie
Die Stadt befindet sich im Nordwesten des Landes Bosnien und Herzegowina. Banja Luka liegt an beiden Ufern des Vrbas, der aus einer südlich gelegenen Schluchtenlandschaft in die Pannonische Tiefebene zur Save fließt. Die Vrbanja mündet hier von rechts ein. Die Stadt ist von Mittelgebirgen umgeben. Die Region südlich der Stadt ist sehr gebirgig, dort befindet sich die Vrbas-Schlucht. Nördlich der Stadt ist die Landschaft eher flach.
Banja Luka ist bekannt für seine Alleen und wird daher „Grüne Stadt“ genannt. Im Volksmund heißt es, in Banja Luka gebe es doppelt so viele Bäume wie Menschen.
Im Stadtteil Trapisti befinden sich ein Thermalbad, ein staatliches Kurkrankenhaus sowie ein Militärhospital.

### Stadtteile
Zur Kernstadt gehören folgende Stadtteile:
- Centar
- Borik
- Obilićevo bzw. Mejdan
- Starčevica
- Kočićev Vijenac bzw. Hiseta
- Pobrdje
- Lauš
- Nova Varoš
- Rosulje
- Paprikovac
- Petričevac

In den Vorstädten liegen die Stadtteile:
- im Südosten: Rebrovac, Vrbanja, Debeljaci
- im Süden: Srpske Toplice (Šeher und Gornji Šeher), Novoselija, Banjbrdo
- im Osten: Medeno Polje, Česma, Kumsale, Madjir, Trapisti
- im Norden: Lazarevo (Budžak), Delibaševo (Lazarevo), Drakulić, Derviši, Novakovići, Srpski Milanovac (Tunjice), Vujinovići, Zalužani, Priječani

Ein halburbaner Stadtteil (Vorstadt) außerhalb der Gemeinde Banja Luka ist Trn (Gemeinde Laktaši).
Größere Dörfer und Siedlungen der Gemeinde Banja Luka außerhalb der Kernstadt sind:
- im Süden: Kola, Jagare, Karanovac, Rekavice, Bočac, Agino Selo, Krupa na Vrbasu
- im Südosten: Zeleni Vir
- im Westen: Motike, Bistrica, Stratinska
- im Nordwesten: Šargovac, Dragočaj, Mišin Han, Potkozarje

### Klimatabelle
|                       | Jan  | Feb  | Mär  | Apr  | Mai  | Jun  | Jul  | Aug  | Sep  | Okt  | Nov  | Dez  |   |      |
| Mittl. Tagesmax. (°C) | 4,5  | 6,8  | 11,1 | 17,1 | 21,6 | 25,4 | 27,9 | 28,1 | 24,1 | 17,3 | 10,6 | 7,3  | ⌀ | 16,9 |
| Mittl. Tagesmin. (°C) | −4,2 | −3,6 | 0,2  | 5,0  | 9,2  | 12,9 | 14,3 | 13,4 | 10,1 | 5,9  | 2,6  | −0,5 | ⌀ | 5,5  |
|                       |      |      |      |      |      |      |      |      |      |      |      |      |   |      |
| Niederschlag (mm)     | 70   | 70   | 73   | 91   | 101  | 120  | 74   | 66   | 69   | 105  | 104  | 115  | Σ | 1058 |
|                       |      |      |      |      |      |      |      |      |      |      |      |      |   |      |
| Sonnenstunden (h/d)   | 1,6  | 2,6  | 3,5  | 5,0  | 6,5  | 7,3  | 8,6  | 9,5  | 7,0  | 3,9  | 1,7  | 1,6  | ⌀ | 4,9  |
|                       |      |      |      |      |      |      |      |      |      |      |      |      |   |      |
| Regentage (d)         | 12   | 12   | 12   | 12   | 11   | 10   | 9    | 6    | 7    | 10   | 11   | 12   | Σ | 124  |
|                       |      |      |      |      |      |      |      |      |      |      |      |      |   |      |
| Luftfeuchtigkeit (%)  | 83   | 77   | 75   | 70   | 70   | 69   | 66   | 66   | 73   | 79   | 84   | 85   | ⌀ | 74,7 |

| −4,2 |

| −3,6 |

| 0,2 |

| 5,0 |

| 9,2 |

| 12,9 |

| 14,3 |

| 13,4 |

| 10,1 |

| 5,9 |

| 2,6 |

| −0,5 |

| −4,2 |

| −3,6 |

| 0,2 |

| 5,0 |

| 9,2 |

| 12,9 |

| 14,3 |

| 13,4 |

| 10,1 |

| 5,9 |

| 2,6 |

| −0,5 |

## Geschichte
Die ursprüngliche Siedlung erlangte mit dem römischen Handelsweg von Salona (Split) nach Servitium (Gradiška) schnell Bedeutung. Die Römer hatten die Siedlung erstmals mit Stadtmauern befestigt, um den Handelsweg zu sichern und die von ihnen entdeckten Heilquellen nutzen zu können. Nach dem Untergang des Römischen Reichs übernahmen Slawen die Stadt.
Erstmals namentlich erwähnt wird Banja Luka 1494 vom ungarischen König Vladislav. Der Ursprung des Namens ist ungeklärt, möglicherweise wird er von den Worten Ban und Luka abgeleitet. Ban/Banj (Herrscher) war ein Herrschaftstitel, der im Bosnien des 13. Jahrhunderts durch „Kralj“ (König) ersetzt wurde, „Luka“ bedeutet Hafen oder „Ort der Ruhe“, somit kann man den Namen am ehesten mit „Königshafen“ übersetzen. Im Ungarischen steht „bánya“ für Bergwerk. Banja (kyrillisch бања) ist im Slawischen die Bezeichnung für ein Badehaus.
Nach der Eroberung durch die Osmanen 1528 wurde die Stadt als Banaluka in das Paschalik Bosnien integriert. In dieser Blütezeit der Stadt wurden eine Reihe von Brücken, Mühlen und 40 Moscheen gebaut, von denen die meisten, so auch die mittlerweile wiederaufgebaute Ferhadija-Moschee und die Arnaudija-Moschee, während des Bosnienkrieges 1992–1995 von den serbischen Streitkräften gezielt zerstört wurden. Während der jahrhundertelangen osmanischen Regierungszeit wurde Banja Luka einige Male durch türkisch-österreichische Kriege, aber auch durch Erdbeben zerstört. Immer wieder wurde die Bevölkerung auch durch die Pest dezimiert.
Die Österreicher unter Markgraf Ludwig Wilhelm von Baden-Baden eroberten Banja Luka am 4. September 1688 für kurze Zeit. Dagegen musste der kaiserliche Feldherr Joseph Friedrich von Sachsen-Hildburghausen, nachdem er die Stadt seit dem 23. Juli 1737 belagert hatte, hier am folgenden 4. August eine Niederlage hinnehmen und die Belagerung aufheben.

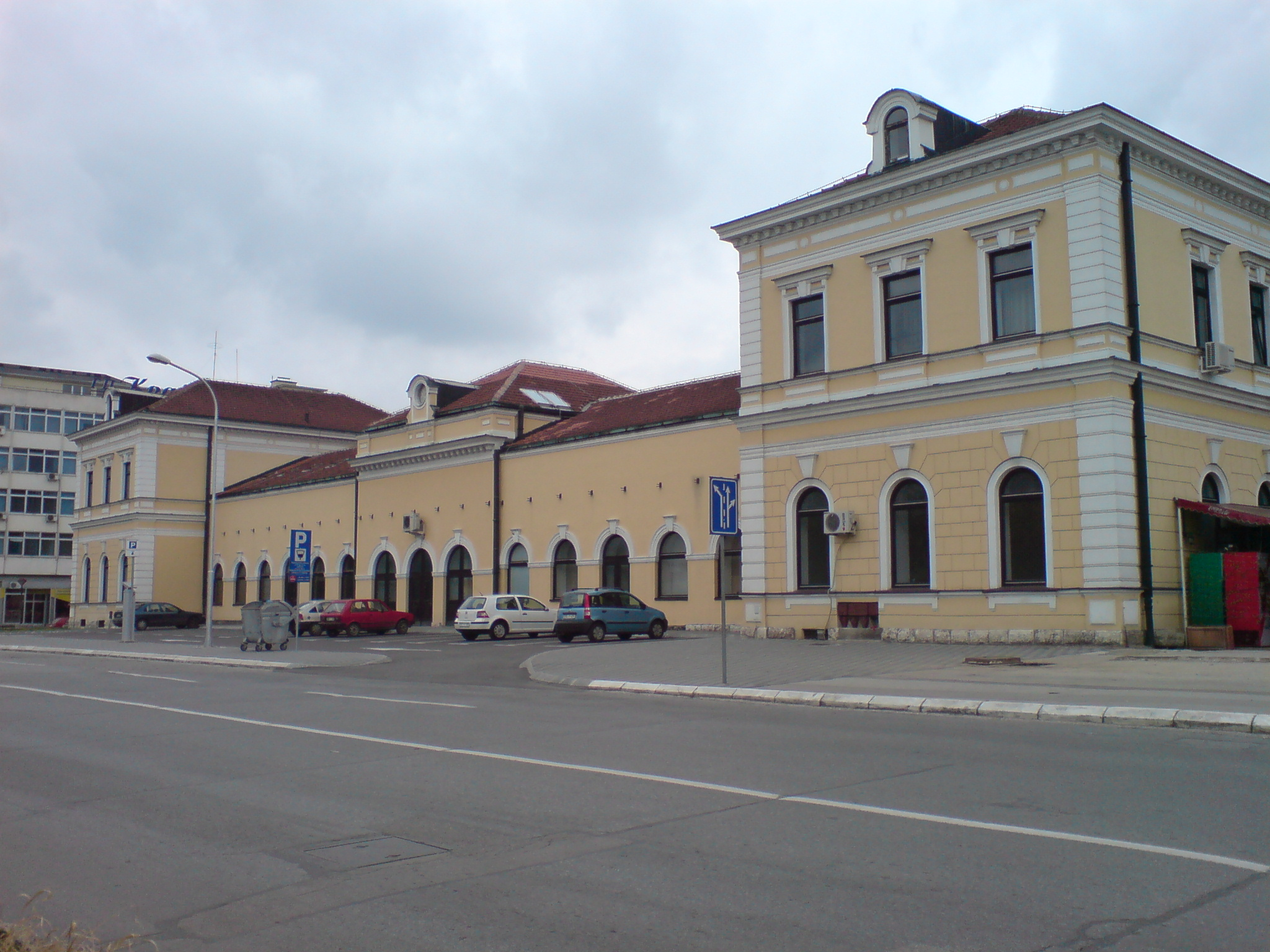
Der ehemalige Hauptbahnhof im Stadtzentrum, erbaut 1891 während der k.u.k.-Zeit. Heute beherbergt er das Museum für zeitgenössische Kunst.

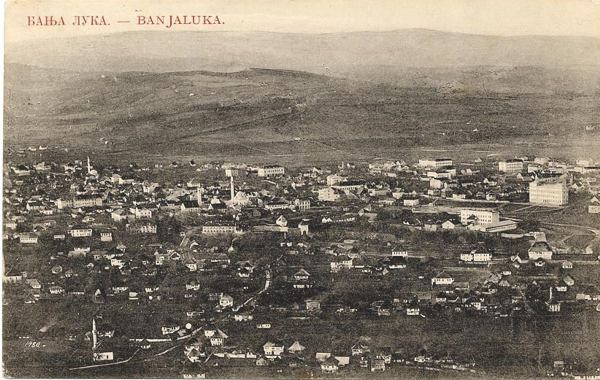
Banja Luka um 1903

Im 19. Jahrhundert wurde Banja Luka von Österreich-Ungarn annektiert, das die Stadt modernisierte, indem es Fabriken bauen ließ und Verkehrsverbindungen nach Wien und in andere Städte der Monarchie schuf. Die Synagoge wurde 1884 errichtet.
Eine erneute Hochblüte erlebte die Stadt im Königreich Jugoslawien, zu dem es nach 1918 gehörte. Von 1929 bis 1941 war Banja Luka die Hauptstadt der Banschaft von Vrbas, die den westlichen Teil des heutigen Bosnien-Herzegowinas umfasste. In dieser Zeit wurden bedeutende Bauwerke errichtet wie das Rathaus (ehemals Sitz der Banschaft), das Stadttheater und die orthodoxe Erlöserkirche.
Am 25. März 1941 unterzeichnete Prinzregent Paul von Jugoslawien den Dreimächtepakt, was Demonstrationen in vielen jugoslawischen Städten, so auch in Banja Luka, auslöste und als Reaktion zum deutschen Angriff am 6. April 1941 auf das Königreich Jugoslawien führte. Banja Luka wurde am 9. April 1941 von der Luftwaffe schwer zerstört. Nach der Kapitulation Jugoslawiens wurde Banja Luka dem Ustascha-Staat zugeschlagen, worauf der Völkermord an den Serben im Unabhängigen Staat Kroatien begann. Am 7. Februar 1942 kam es zum Massaker von Banja Luka, als Einheiten der Ustascha unter Führung von Josip Mišlov und dem ehemaligen Franziskaner Miroslav Filipović etwa 2.300 Serben, meist Frauen und alte Männer, mit blanken Waffen ermordeten. Am 22. April 1945 wurde Banja Luka von der Jugoslawischen Volksbefreiungsarmee („Partisanen“) eingenommen.
Am 26. und 27. Oktober 1969 zerstörte das vorläufig letzte größere Erdbeben große Teile der Stadt und machte viele Bewohner obdachlos.
Obwohl die Kampflinie nicht durch Banja Luka verlief, wurden während des Bosnienkrieges viele römisch-katholische und muslimische Gotteshäuser von Seiten der bosnischen Serben gesprengt. Nach dem Ende des Krieges wurde am 31. Januar 1998 der Regierungssitz der Republika Srpska von Pale nach Banja Luka verlegt. Die Stadt war durch die Kriegshandlungen nicht sehr in Mitleidenschaft gezogen, jedoch hat sich die Zusammensetzung der Bevölkerung stark verändert. Einerseits sind die meisten nichtserbischen Bewohner geflohen oder vertrieben worden, andererseits nahm die Stadt viele serbische Flüchtlinge aus anderen Teilen Bosniens auf. Heute ist jeder dritte Einwohner Flüchtling oder Vertriebener.

## Bevölkerung
Die Bevölkerung der Gegend um Banja Luka war vor dem Bosnienkrieg (1992 bis 1995) ethnisch gemischt. Heute wird die Region nahezu ausschließlich von ethnischen Serben bewohnt, weil einerseits viele Kroaten und Bosniaken während des Krieges aus der Stadt vertrieben wurden oder flüchteten und andererseits sich viele serbische Flüchtlinge aus anderen Landesteilen ansiedelten und die Häuser und Wohnungen der geflüchteten Kroaten und Bosniaken besetzten. Nur noch Minderheiten von Kroaten und Bosniaken leben in der Stadt und ihrer Umgebung.
Die Volkszählung 1991 ergab bei insgesamt 195.692 Einwohnern folgende Zusammensetzung für die Gemeinde:
- Serben – 106.826 (54,59 %)
- Kroaten – 29.026 (14,83 %)
- Muslime im nationalen Sinne – 28.558 (14,59 %)
- Jugoslawen – 23.656 (12,09 %)
- andere – 7.626 (3,89 %)

Zur Volkszählung 2013 ergaben sich bei insgesamt noch 185.042 Einwohnern folgende Zahlen:
- Serben – 165.750 (89,57 %)
- Bosniaken – 7681 (4,15 %)
- Kroaten – 5104 (2,76 %)
- andere – 6507 (3,52 %)

Die Opština (Gemeinde) Banja Luka erstreckt sich weit über die urbanen Stadtteile hinaus und bezieht Dörfer und Siedlungen im Umkreis von 20 Kilometer ein.
Zudem befindet sich der urbane Teil der Stadt am nordöstlichen Gemeinderand zu Laktaši und Čelinac. Daher gibt es Stadtteile, die jenseits der Gemeindegrenzen liegen. Bestes Beispiel ist Trn, der südlichste Stadtteil der Gemeinde Laktaši, der mehr Einwohner als Laktaši-Zentrum hat und praktisch mit der Stadt Banja Luka zusammengewachsen ist, jedoch nicht mit Laktaši-Zentrum. Aus diesen Gründen entsprechen die Einwohnerzahlen der Gemeinde nicht denen der eigentlichen Stadt.
- Kernstadt (die engeren bzw. zentralen Stadtteile): 165.000 Einwohner (Schätzung 2004)
- Urbaneres Stadtgebiet inkl. Trn: 195.000 (Schätzung 2007)
- Großgemeinde Banja Luka (ohne Trn): 224.000 (2007)

## Wappen
Im Februar 2013 erklärte das Verfassungsgericht der Republika Srpska das Wappen von Banja Luka und von Nevesinje aufgrund des durch das in beiden gezeigte Serbische Kreuz hergestellten Bezuges auf eine ethnische Gruppe für nicht verfassungskonform.
Am 5. Juni 2013 stellte der Bürgermeister Slobodan Gavranović einen neuen Entwurf vor, der derzeit noch öffentlich diskutiert wird.

## Wirtschaft
Stadt und Region Banja Luka entwickelten sich in den letzten Jahren zu einer der wirtschaftsstärksten Regionen von Bosnien-Herzegowina. Einerseits profitiert die Stadt mit ihrer engeren Region davon, dass sie eines der wenigen Gebiete ist, die vom Krieg verschont blieben (während andere Städte und Regionen mit dem Wiederaufbau beschäftigt sind), andererseits galt auch vor dem Krieg der Nordwesten Bosniens als wirtschaftsstark. Zudem wird die zentralistische Haltung der Republika Srpska dafür verantwortlich gemacht, dass ihre Hauptstadt (Banja Luka) boomt und andere Teile der Republika Srpska (vor allem im Ostteil, insbesondere um Foča) sich wirtschaftlich kaum entwickeln. Zudem haben in den letzten Jahren liberale politische Kräfte im westlichen Teil der Republika Srpska immer mehr Einfluss gewonnen, während der Ostteil mehr oder weniger als Hochburg der Radikalen und Nationalisten gilt, was ein weiterer Grund für die unterschiedliche Entwicklung der Regionen in der Republika Srpska ist.
Im Juli 2008 schloss Transparency International seine Vertretung in Banja Luka aus Sorge um die Sicherheit seiner Mitarbeiter vor Ort. Der damalige Premier der Republika Srpska, Milorad Dodik, war Anfang 2008 von der Organisation für eine Vereinbarung zwischen seiner Regierung und der Strabag über den Bau von Autobahnen kritisiert worden, da die Details dieses Vorgangs, der ausschreibungspflichtig war, geheim gehalten worden waren. Des Weiteren wurde die Privatisierung der Börse in Banja Luka (Banja Luka Stock Exchange) als gesetzeswidrig kritisiert. Daraufhin warf Dodik Transparency International vor, dass deren Mitarbeiter versucht hätten, Geld von örtlichen Unternehmen zu erpressen und ihnen im Gegenzug zugesichert hätten, dass sie dafür nicht auf „schwarzen Listen“ von Transparency International erscheinen würden. Die Vorwürfe ließen sich jedoch nicht erhärten.

### Verkehr
Durch das Stadtgebiet von Banja Luka verläuft die Autobahn Gradiška-Banja Luka sowie die Autobahn Doboj-Banja Luka, die bisher (Stand September 2017) bis Drugovići bei Laktaši für den Verkehr freigegeben wurde. Große Teile der Autobahn Gradiška–Banja Luka sind seit 2011 für den Verkehr freigegeben. Ein Ausbau über Gradiška nach Kroatien mit Anschluss an die Autocesta A3 (Zagreb–Belgrad) ist vorgesehen.
Von der Stadt gehen die Bahnstrecken Banja Luka–Doboj und Banja Luka–Sunja aus. Es verkehren Züge Richtung Dobrljin und Doboj. Richtung Dobrljin verkehren zwei Regionalzüge pro Tag durchgehend, zwei Züge fahren nur bis Novi Grad. Richtung Doboj fahren vier Züge täglich. Aktuell gibt es keine Schnellzüge nach Sarajevo, Bihać und Zagreb. Deren Verkehr ist seit 2020 eingestellt. Der Bahnhof Banja Luka wurde 2000 renoviert. Der internationale Flughafen Banja Luka liegt 28 Kilometer nördlich der Stadt in der Gemeinde Laktaši und ist in 30 Minuten mit dem Auto erreichbar. Dieser war früher ein Helikopter-Militärflugplatz der jugoslawischen Armee und wird schon mehrere Jahre rekonstruiert. Geplant sind eine weitere Piste sowie zwei Terminals. Linienflüge verbinden Banja Luka mehrmals die Woche mit Berlin, Brüssel, Stockholm, Memmingen, Frankfurt und Belgrad (Stand Februar 2020).
Der öffentliche Nahverkehr in Banja Luka wird ausschließlich von Omnibussen bedient. Ein zeitweise geplantes Trolleybus-Netz kam nicht zu Stande.

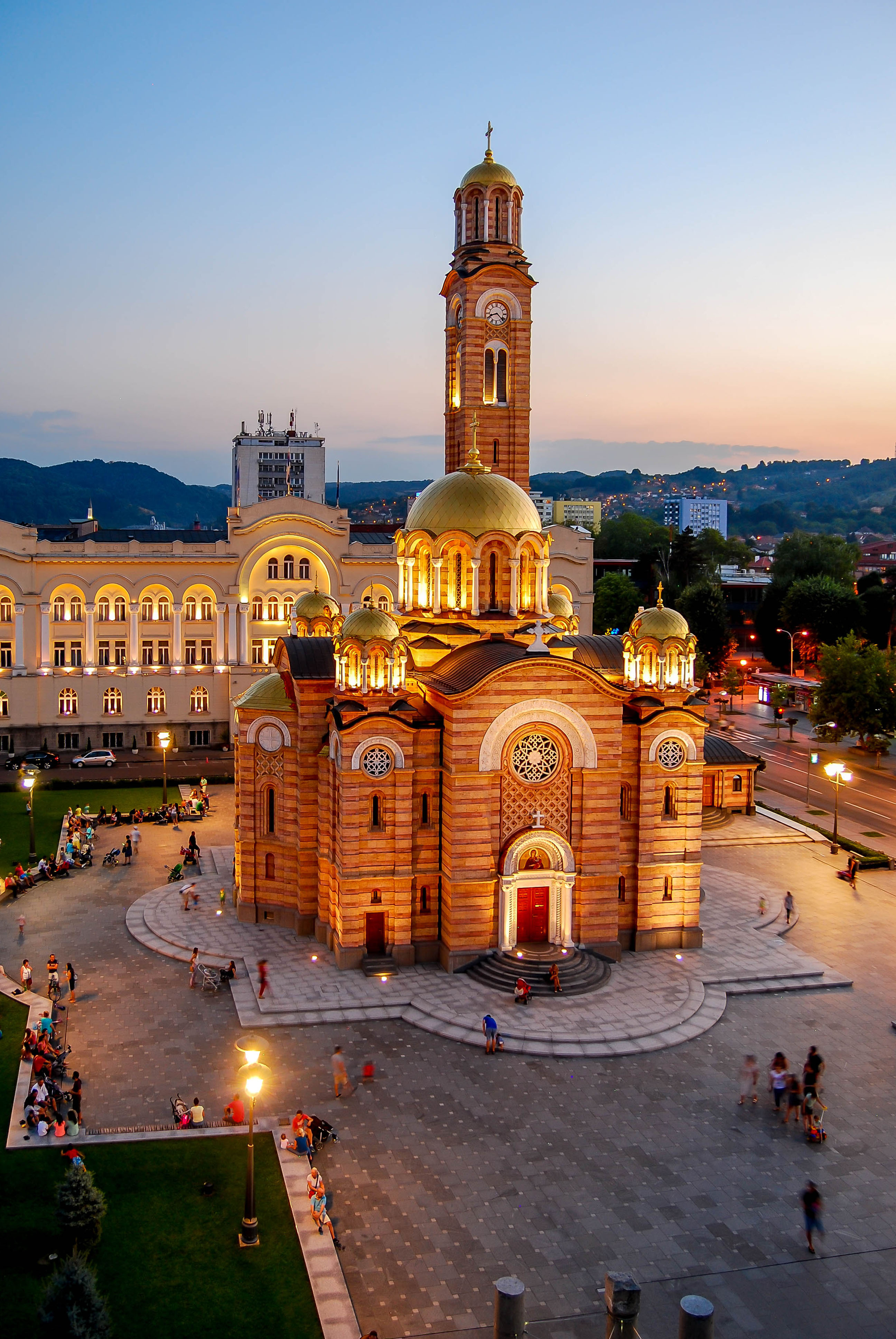
Die Christus-Erlöser-Kathedrale im Stadtzentrum

### Medien
Banja Luka ist der Sitz des öffentlich-rechtlichen Hörfunk- und Fernsehsenders der Republika Srpska Radio-Televizija Republike Srpske sowie weiterer privater Fernseh- und Hörfunksender, darunter sechs regionale Privatsender, der bekannteste unter ihnen ist der Sender Alternativna Televizija ATV.

## Sport

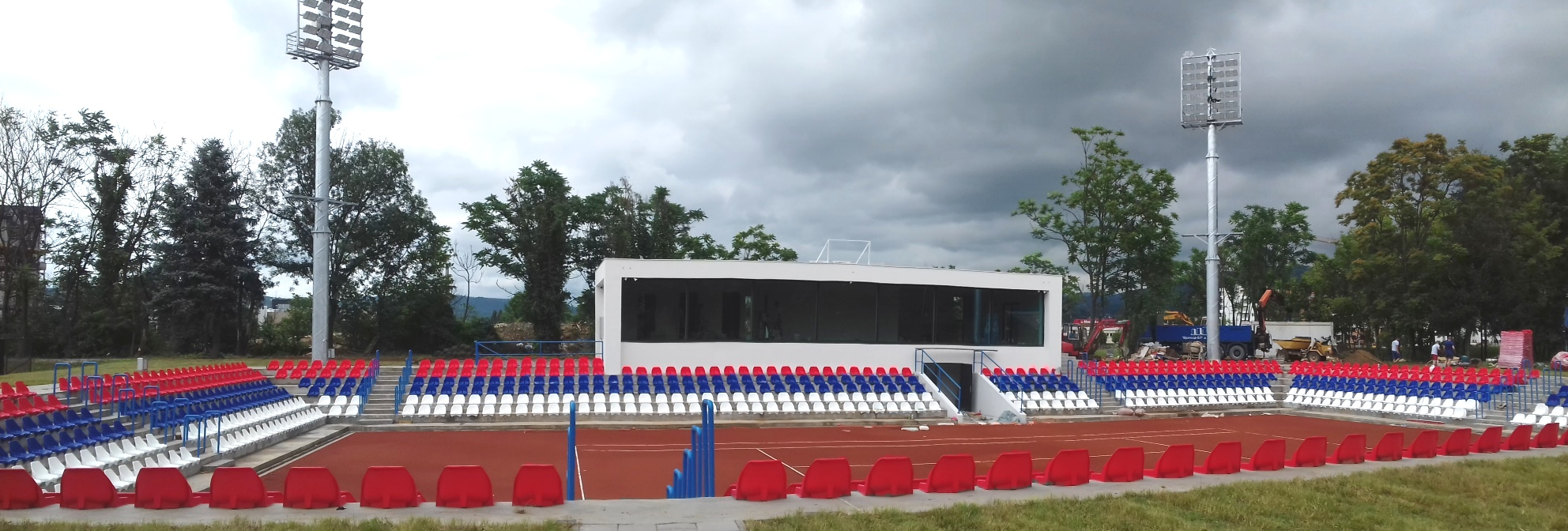
Tennisplatz in Banja Luka für Adria-Tour gemacht

FK Borac Banja Luka ist der bekannteste Fußballverein der Stadt und in der Prva Liga RS vertreten. In der Saison 1987/88 gewann Borac als erster Zweitligist den jugoslawischen Pokal. Im Endspiel wurde Rekordmeister Roter Stern Belgrad mit 1:0 besiegt. Im Jahr 1992 gewann Borac Banja Luka die letzte Auflage des traditionsreichen Mitropapokals.
RK Borac Banja Luka ist ein 1950 gegründeter Handballverein. RK Borac ist mehrfacher nationaler Meister und gewann den Europapokal der Landesmeister 1975/76 sowie den EHF-Pokal 1990/91.

## Sehenswürdigkeiten

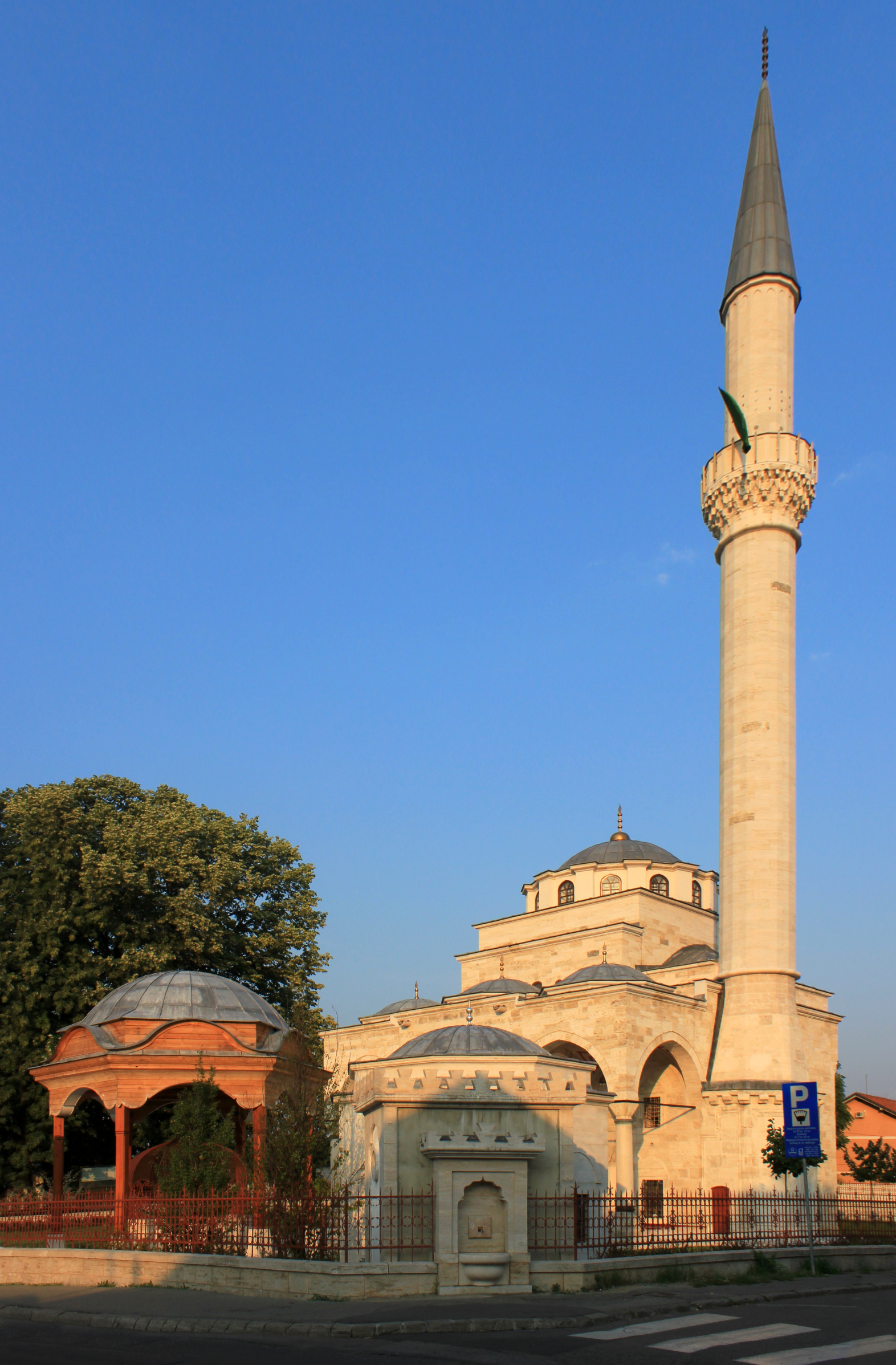
Die wiedererbaute Ferhadija-Moschee

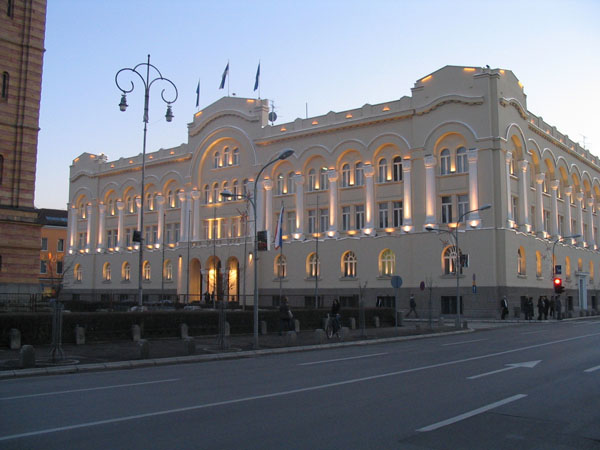
Rathaus von Banja Luka

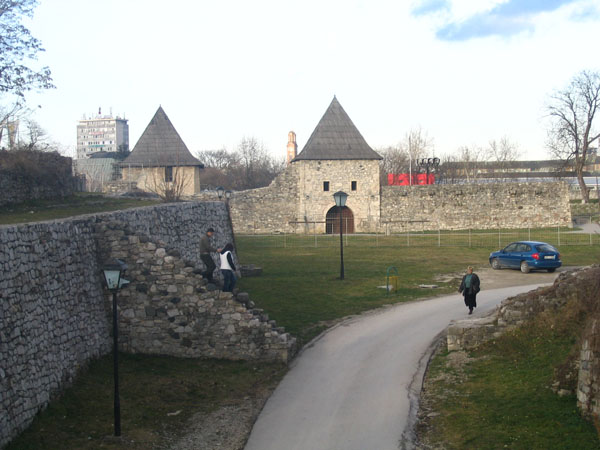
Die Burg Kastel

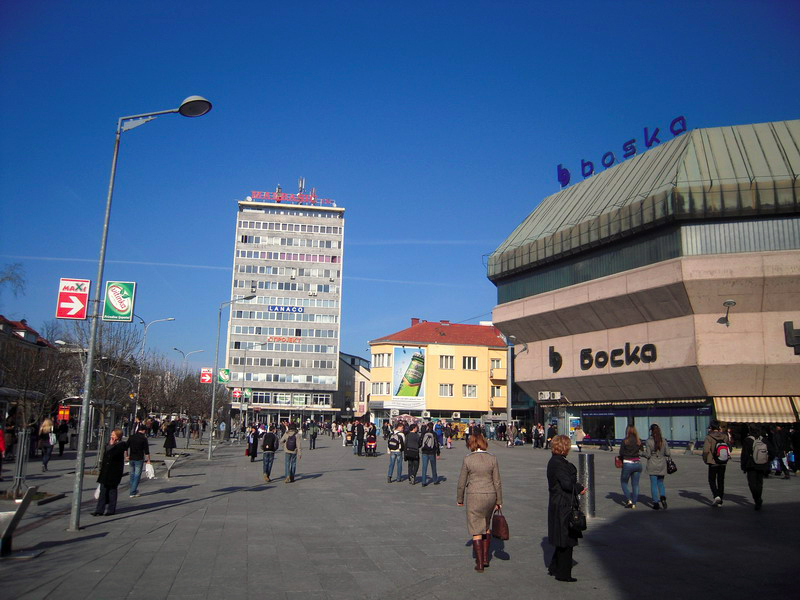
Krajina-Platz

Die 1579 von den Osmanen erbaute Ferhadija-Moschee wurde während des Bosnienkrieges am Morgen des 7. Mai 1993 von serbischen Nationalisten gesprengt und bis 2014 wieder aufgebaut.
Die Stadt verfügt mit der serbisch-orthodoxen Christ-Erlöser-Kathedrale (Saborni Hram Hrista Spasitelja) über das einzige Kirchengebäude in Südosteuropa mit goldenen Kuppeln. Die Kirche wurde im Zweiten Weltkrieg beschädigt und schließlich von den Ustascha zerstört, zwischen 1995 und 2005 aber wieder originalgetreu aufgebaut.
In Lazarevo befinden sich zwei Sakralbauten, nämlich zum einen das römisch-katholische Trappistenkloster Marija-Zvijezda, zu Beginn des 20. Jahrhunderts das einzige Trappistenkloster in Südosteuropa und mit 219 Mönchen damals die größte Trappistenabtei der Welt. Die serbisch-orthodoxe Kirche ist dem Hl. Großmärtyrer Fürst Lazar (Lazarica von Banja Luka) geweiht.
Bekannt ist auch das oberhalb der Stadt gelegene Partisanendenkmal Banj Brdo oder Šehitluci des Bildhauers Antun Augustinčić. Sehenswert ist außerdem das Kastel, eine Festung, die durch die Römer erbaut wurde und während der Zugehörigkeit zum Osmanischen Reich für dessen Zwecke verkleinert wurde.
Im nördlichen Teil der Stadt in Zaluzani befindet sich die einzige Motorsport-Rennstrecke Bosnien-Herzegowinas. Es werden zwar oft Rennen ausgetragen, doch sie sind von geringer Bedeutung. Momentan sucht man nach Investoren, um die Rennstrecke und ihre Infrastruktur auf internationalen Standard auszubauen.

## Persönlichkeiten
- Petar Kočić (1877–1916), Schriftsteller
- Ivan Merz (1896–1928), römisch-katholischer Laie und Seliger der Kirche
- Vlado Milošević (1901–1990), Komponist
- Guido Kardinal del Mestri (1911–1993), vatikanischer Diplomat
- Feliks Niedzielski (1912–1947), kroatischer Dichter, Rechtsanwalt, Essayist und Beamter
- Abas Arslanagić (* 1944), Handballspieler und -trainer
- Franjo Komarica (* 1946), römisch-katholischer Bischof
- Marijan Beneš (1951–2018), Profi-Boxer beim BK Slavija in Banja Luka
- Emir Krajišnik (* 1954), Maler, Bildhauer und Videokünstler
- Velimir Petković (* 1956), Handballtrainer
- Milena Plavšić (* 1956), jugoslawisch-bosnisch-serbische Volksmusik- und Schlagersängerin
- Željko Buvač (* 1961), Fußballtrainer
- Saša Lošić (* 1965), Sänger
- Indira Radić (* 1966), Sängerin
- Aleksandar Knežević (* 1968), Handballspieler und -trainer
- Zoran Terzić (* 1969), Soziologe, Buchautor, Jazzmusiker
- Dejan Terzić (* 1970), Jazzmusiker
- Malik Beširević (* 1972), Handballspieler
- Božidar Jović (* 1972), Handballspieler
- Goran Stupar (* 1972), Handballspieler
- Darko Galić (* 1973), kroatisch-österreichischer Handballspieler
- Draženko Ninić (* 1973), Kickbox-Weltmeister
- Andrej Golić (* 1974), Handballspieler
- Dalibor Anušić (* 1976), Handballspieler
- Mladen Bojinović (* 1977), Handballspieler
- Adnan Durić-Steinmann (* 1977), Musiker und Musikproduzent
- Ivan Ljubičić (* 1979), Tennisspieler
- Darko Maletić (* 1980), Fußballspieler
- Vladan Grujić (* 1981), Fußballspieler
- Zlatan Muslimović (* 1981), Fußballspieler
- Ljiljana Winkler (* 1981), Opernsängerin
- Uroš Elezović (* 1982), Handballspieler
- Adnan Mravac (* 1982), Fußballspieler
- Jelena Trivić (* 1983), Wirtschaftswissenschaftlerin und Politikerin
- Danijel Majkić (* 1987), Fußballspieler
- Marija Šestić (* 1987), Sängerin
- Neven Subotić (* 1988), Fußballspieler
- Vladimir Vranješ (* 1988), Handballspieler
- Nikola Čačić (* 1990), serbischer Tennisspieler
- Mario Grgić (* 1991), Fußballspieler
- Strahinja Bunčić (* 1996), Judoka
- Borko Duronjić (* 1997), serbischer Fußballspieler
- Vladan Kovačević (* 1998), Fußballspieler
- Ognjen Drakulić (* 2006), serbischer Fußballspieler

## Partnerstädte
Banja Luka listet folgende zwölf Partnerstädte auf:
| Stadt             | Land         | seit |
| ----------------- | ------------ | ---- |
| Bari              | Italien      | 2007 |
| Belgrad           | Serbien      | 2003 |
| Bitonto           | Italien      | 2008 |
| Campobasso        | Italien      | 2010 |
| Kaiserslautern    | Deutschland  | 2003 |
| Kranj             | Slowenien    | 2006 |
| Lwiw (Lemberg)    | Ukraine      | 2005 |
| Modi’in           | Israel       | 2010 |
| Moskau            | Russland     | 2003 |
| Novi Sad          | Serbien      | 2006 |
| Patras            | Griechenland | 2003 |
| Sremska Mitrovica | Serbien      |      |